# Aldanschild

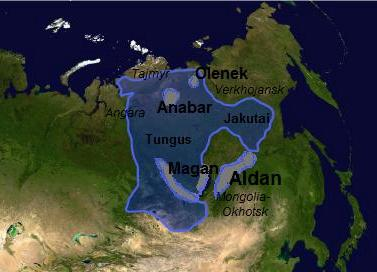
ligging van het Aldanschild

Het Aldanschild (Russisch: Алданский щит; Aldanski sjtsjit) is een schild met Precambrisch gesteente dat dagzoomt in het zuidoostelijk deel van het Siberisch platform en in de praktijk overeenkomt met het Hoogland van Aldan in het zuidoostelijk deel van de Russische autonome republiek Jakoetië (Sacha).
Het oudste deel van het Aldanschild bestaat uit grote plakkaten van 15 tot 20 kilometer dik met kristallijne schisten uit het Archeïsche (ouder dan 2,5 miljard jaar). Deze worden op plekken doorbroken door granietintrusies en gecombineerde lagen met ijzerachtige kwartsieten en Carboongesteente. In het noordwestelijke deel zijn de dikke lagen samengeplooid tot koepelvormige structuren met een kern van granietgneisen. De noordelijke en oostelijke delen van het schild zijn bedekt door een laag later gevormde sedimentaire gesteenten uit het Laat-Precambrium en het Cambrium. De westelijke delen, waar zich het Oedokan- en Kodargebergte bevinden, wordt het schild overdekt door een ruim 10 kilometer dikke laag uit het Vroege Proterozoïcum, dat het eerste Siberische voorbeeld vormt van een platform (meer dan 2 tot 2,2 miljard jaar oud). De zuidzijde is sterk opgeheven als gevolg van een breukensysteem, dat ontstond aan het einde van het Mesozoïcum en in het Cenozoïcum en waarmee het Stanovojgebergte werd gevormd. Aan de rand van het Stanovojgebergte bevinden zich granietrotsen uit het Vroege Proterozoïcum (1,6 tot 2 miljard jaar oud), Paleozoïcum en Mesozoïcum.
In de laag van het Precambrium bevinden zich ertslagen met ijzer, koper en mica (flogopiet). Jongere formaties bevatten lagen met goud en Piëzo-elementen. Langs de noordelijke uitlopers van het Stanovojgebergte bevinden zich depressies waar zich steenkoollagen bevinden.